# Bořek Mezník
Bořek Mezník (23. března 1974 Brno – 18. února 2023[chybí lepší zdroj]) byl český básník, pracovník v oboru informačních technologií a obchodní manažer.

## Život
Roku 1992 vystudoval matematicko-fyzikální gymnázium v Brně. Na počátku 90. let spoluzakládal brněnské anarchistické hnutí a spoluvydával anarchistický fanzin Brněnská vrtule. Poté mezi lety 1994 a 2004 žil mimo Českou republiku, konkrétně ve Francii a Holandsku.
Jeho tvorba je zastoupena v Almanachu české poezie pro rok 2019; obecně velmi často přispíval do různých almanachů, stejně jako do periodika Divoké víno. Některými vydavateli jsou jeho díla odmítána kvůli přílišné vulgaritě. Spolupracoval s uměleckou skupinou Vítrholc. Byl členem Asociace spisovatelů.

## Dílo
- Ásně (2008, nakladatelství Alfa-Omega)
- Vy mně taky (2017, Nakladatelství Petra Štengla)